# José Carlos Pereira Pinto
José Carlos Pereira Pinto (Campos dos Goytacazes, 20 de agosto de 1882 – Rio de Janeiro, 3 de outubro de 1970) foi um político brasileiro.
Filho de José Pereira Pinto e de Maria da Conceição Soutto Mayor Pereira Pinto. Foi casado com Estefânia Pereira Pinto. Seu sobrinho, Antônio Carlos Pereira Pinto, foi deputado federal pelo Rio de Janeiro, de 1967 a 1969.
Foi eleito senador pelo Rio de Janeiro em 1945, assumindo o cargo em fevereiro de 1946.